# Faro de Punta Abona
El faro de Punta Abona es un faro situado en el municipio de Arico, en el extremo de Punta de Abona, en la isla de Tenerife (Canarias, España). Es uno de los siete faros que marcan el litoral de Tenerife y se encuentra entre el faro Punta de Rasca y el de Punta de Anaga. Está gestionado por la autoridad portuaria de la provincia de Santa Cruz de Tenerife.

## Historia
Se encendió por primera vez en 1902 con un alcance de 16 millas. No se modificó nada hasta 1978, sustituyendo la torre por la actual y consiguiendo así un alcance de 28,5 millas.